# Real Audiencia de Quito

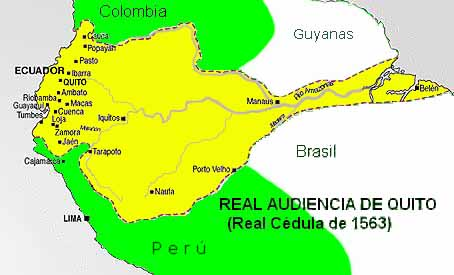
Grenzen der Real Audiencia de Quito im Jahr 1563

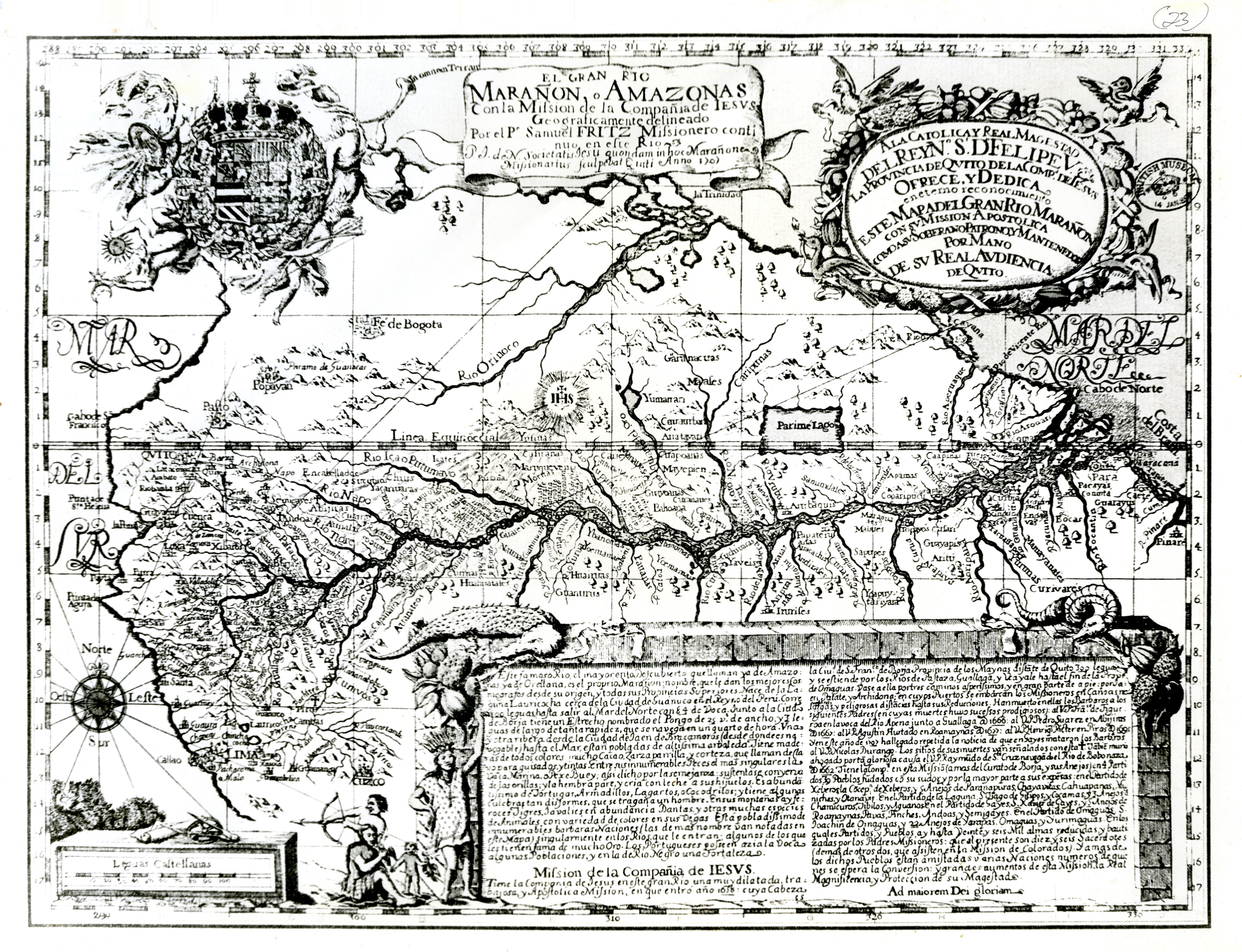
Grenzen der Real Audiencia de Quito im Jahr 1707

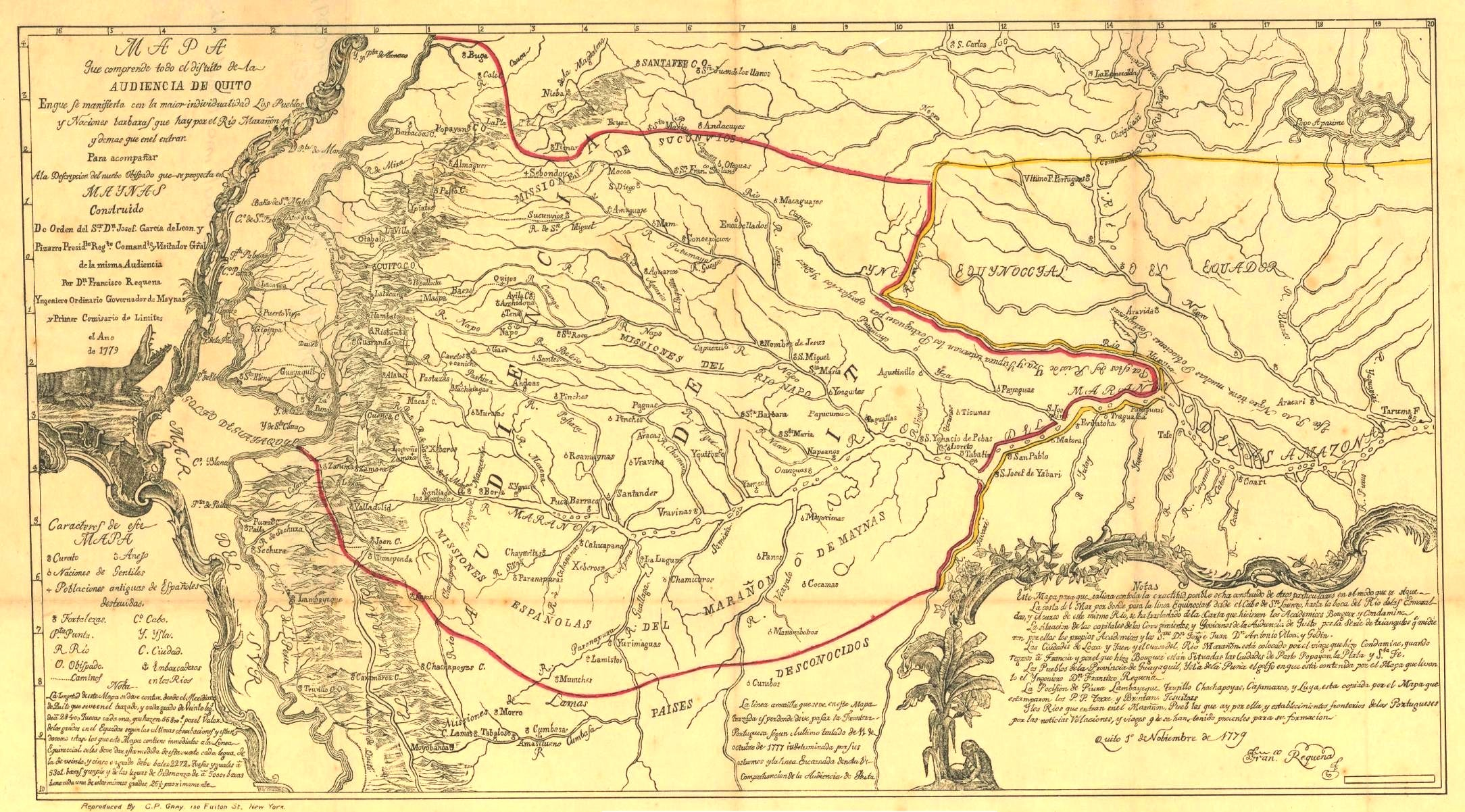
Grenzen der Real Audiencia de Quito im Jahr 1779

Die Real Audiencia de Quito (dt. Königliche Audienz von Quito) war von 1563 an ein Gerichtsbezirk (Real Audiencia) des Vizekönigreich Peru. Als 1717 kurzzeitig und 1739 endgültig das Vizekönigreich Neugranada von Peru abgetrennt wurde, wurde die Real Ausiencia diesem zugeschlagen und gehörte ihm bis zum Ende der Kolonialzeit 1822 an. Die deckungsgleiche Verwaltungseinheit hieß Presidencia de Quito, sie wurde auch Provinz Quito (Provincia de Quito) genannt. Oberste Hoheit war der (Gerichts-)Präsident und Generalkapitän. Das Territorium entsprach in großen Teilen dem heutigen Ecuador, dessen kolonialer Vorläufer sie war, sowie heute zu Peru und Kolumbien gehörenden Gebieten besonders im Amazonasbecken. Die Real Audiencia de Quito grenzte im Süden an die Real Audiencia von Lima und im Norden an die Real Audiencia von Santa Fe de Bogotá.

## Geschichte
Die Real Audiencia wurde 1563 mit Sitz in Quito begründet und trat an die Stelle der 1533 eingerichteten Statthalterschaft (span. gobernación). Im Jahr 1592 kam es in Quito zur „Verkaufssteuerrevolution“ (span. Revolución de las alcabalas), die von der Gemeinde der Mestizen in Quito getragen war, die bereits eine beträchtliche Größe und ein eigenes Identitätsbewusstsein hatte. Auf dieser Basis protestierten sie gegen von ihnen als Missbrauch angesehene Verwaltungspraktiken der Spanier und gegen die ihnen verhasste Gruppe der Neuankömmlinge (chapetones), die sie ausübten. 
Die Real Audiencia war in das Wirtschaftssystem des Vizekönigreichs Peru, das vor allem Bergbauprodukte nach Spanien lieferte, eingebunden. Ihr kam dabei die Rolle des Textilproduzenten zu. Neben Spinnerei und Weberei waren die Landwirtschaft und in ihrem Rahmen die Schafzucht von Bedeutung. Der Hafen von Guayaquil war im 17. Jahrhundert einer der bedeutendsten Werftstandorte Amerikas. Er erlebte seit dem 18. Jahrhundert einen langsamen Niedergang, zum einen weil neue Handelsrouten Guayaquil nicht passierten, zum anderen durch Steuererhöhungen und andere politische Maßnahmen zur Konsolidierung der Staatskasse in Madrid, die auch zu Lasten der Kolonien gingen. Insbesondere die erlassenen Handelsmonopole Spaniens trafen die Real Audiencia und besonders die nördliche Andenregion um Quito schwer, da sie deren Exportmöglichkeiten insbesondere im Textilsektor abschnitten und die Schließung vieler Wollwebereien, in denen die Region spezialisiert war, bedingten. 
In kultureller Hinsicht ist die Schule von Quito der Bildhauerei und Malerei hervorzuheben, die im 17. und 18. Jahrhundert vor allem durch die Sakralkunst des Malers Miguel de Santiago und der Bildhauer Bernardo Legarda und Caspicara Bedeutung erlangte.
Die Real Audiencia de Quito wurde am 25. Mai 1822 abgeschafft, nachdem die königlichen Truppen in der entscheidenden Schlacht am Pichincha gegen die Unabhängigkeitskämpfer unter Antonio José de Sucre unterlegen waren.

## Präsidenten der Real Audiencia
- Hernando de Santillán (1563–1571)
- Lope Díez de Armendáriz (1571–1574)
- Pedro Gracía de Valverde (1574–1578)
- Diego de Narváez (1578–1581)
- Manuel Barros de San Millán (1587–1593)
- Esteban Marañón (1593–1599)
- Miguel de Ibarra (1600–1608)
- Juan Fernández de Recalde (1609–1612)
- Antonio de Morga (1615–1624 – 1627–1636)
- Alonso Pérez de Salazar (1637–1642)
- Juan de Lizaraza (1642–1645)
- Martín de Arriola (1645–1652)
- Pedro Vásquez de Velasco (1655–1661)
- Antonio Fernández de Heredia (1662–1665)
- Diego del Corro Carrascal (1670–1673)
- Lope Antonio de Munive (1678–1689)
- Mateo de la Mata Ponce de León (1691–1703)
- Francisco López Dicastillo (1703–1705)
- Juan de Sosaya (1707–1714)
- Santiago Larraín (1715–1718 und 1722–1728)
- 1718-1722 Aufhebung der Real Audiencia
- Dionisio de Alceda (1728–1736)
- José de Araujo (1736–1745)
- Fernando Sánchez de Orellana (1745–1753)
- Juan Pío de Montúfar (1753–1761)
- José Diguja (1767–1778)
- José García de León (1778–1784)
- José de Villalengua (1784–1790)
- Antonio Mon y Velarde (1790–1791)
- Luis Muñoz de Guzmán (1791–1798)
- Luis Héctor de Carondelet (1799–1807)
- Manuel de Urriez, Graf Ruiz de Castilla (1807–1809)
- Oberste Junta (1809, Präsident: Juan Pío Montúfar)
- Manuel de Urriez, Graf Ruiz de Castilla (1809–1811)
- Souveräne Junta (1811-1812, Präsident: José Cuero y Caicedo)
- Toribio Montes (1812–1817)
- Juan Ramírez de Orosco (1817–1819)
- Melchor Aymerich (1819–1821)
- Juan de la Cruz Mourgeon y Achet (1821–1822)
- Melchor Aymerich (1822)